# 塞普·赫贝格尔
约瑟夫·“塞普”·赫贝格尔（德語：Josef "Sepp" Herberger，1897年3月28日—1977年4月28日），生于曼海姆的瓦尔德霍夫（Waldhof），卒于曼海姆，是德国著名的足球教练。曾在1936年-1942年和1950年-1964年期间负责德国国家足球队的主教练工作。

## 家庭
赫贝格尔作为工人的儿子，出生在德国西南部城市曼海姆的郊区瓦尔德霍夫，并且成长于一个叫鲁岑贝格的居民区。完成学业后的赫贝格尔在1911年-1916年间首先成为一名建筑帮工，随后又转至一家金属冶炼公司就职。1916年后被卷入第一次世界大战。1921年4月30日，赫贝格尔与一位来自魏恩海姆的女人伊娃·穆勒完婚。他的堂兄约翰·赫贝格尔也是一名足球运动员，并在1930年代末期入选由塞普·赫贝格尔执教的德国国家队。1977年塞普·赫贝格尔因肺炎医治无效逝世，享年80岁。

## 足球生涯

### 球员
赫贝格尔在他14岁的时候加盟了家乡球队瓦德霍夫曼海姆（SV Waldhof Mannheim），在那里他成长为一名前锋，并在17岁时进入一线队。一战结束后他仍然在那里踢球。直到1921年10月，赫贝格尔转会至VfR曼海姆（VfR Mannheim）。
VfR曼海姆曾将赫贝格尔下放至业余队踢球，因此从1921年至1926年他还曾供职于曼海姆的德累斯顿银行。赫贝格尔曾在1921年、1924年和1925年三次入选德国国家队，他在国家队的首场比赛中即攻入2球。
赫贝格尔在柏林普鲁士网球队（Tennis Borussia）效力期间(1926年-1930年)也同样在柏林的银行工作，此外他还在德国体育学院攻读锻炼课程。1930年他以工读的形式高分获得了足球专业文凭，成为一名合格的运动讲师。

## 教练

### 轨迹
赫贝格尔的教练生涯开始于柏林普鲁士网球队。1932年在杜伊斯堡他又成为西部德国运动协会的主教练。1933年赫贝格尔加入纳粹党。1936年，由于德国队在当年的柏林奥运会上表现不佳，原德国队主教练奥托·内尔茨遭解职，赫贝格尔被时任德国足协主席的菲利克斯·林内曼任命为新一届的德国队主教练。在1938年世界杯足球赛中，在赫贝格尔的极力反对下，纳粹德国政府仍要求已沦为附属国的奥地利与德国共同组建德意志帝国队参赛。结果德国队在首轮即遭淘汰(以2：4负于瑞士队)。尽管如此，赫贝格尔仍一直负责国家队的工作，直到1942年由于第二次世界大战而终结。
战后在1945年12月至1946年1月赫贝格尔曾短暂出任法兰克福队的临时教练。在1946年的去纳粹化运动中，赫贝格尔被魏恩海姆仲裁法庭判定为纳粹“从众”。1947年他就受聘于科隆体育学院，作为足球专业的教授，他负责足球教练的培训工作。从1949年-1964年，赫贝格尔再次担任国家队教练的职务。
1954年，赫贝格尔组建的西德队在队长弗里茨·瓦尔特的带领下于瑞士令人惊讶地首次夺得了1954年世界杯冠军。由于曾在小组赛以3：8的悬殊比分负于匈牙利队，以至于西德队在决赛中以3：2战胜这支夺冠热门球队后至今仍被德国人称为“伯尔尼的奇迹”。而球员们、被尊为“老板(Die Chef)”的赫贝格尔以及球队的教练组成员则被德国人称为“伯尔尼的英雄”。此后，赫贝格尔又带领西德队在1958年的瑞典世界杯获得第4和在1962年的智利世界杯进入四分之一决赛。赫贝格尔在1964年正式从国家队退休，继任者是赫尔穆特·舍恩。事实上由于在1964年5月12日的赫贝格尔告别赛上德国队仅与苏格兰队2：2战平，他又将告别赛多加了一场。结果在1964年6月7日，西德队在赫贝格尔的再一次告别演出中于赫尔辛基以4：1战胜芬兰队。

### 数据
赫贝格尔在1936年11月15日至1942年11月22日执教纳粹德国队期间共参加了65场国际比赛，取得40胜，12平和13负的成绩；在1950年11月22日至1964年6月7日执教西德队期间共参加了97场国际比赛，取得52胜，14平和31负的成绩。
赫贝格尔总计率队参加国际比赛162次，成绩为92胜，26平和44负。

### 语录
赫贝格尔在教练生涯中除了运动上的成功，他的语录亦甚为经典，为众人所乐道。诸如“球是圆的”、“下一场比赛永远艰难”、“足球是90分钟的比赛”、“一场比赛后便是一场比赛前”和“足球总是处于最好的情况”等。这些语录在德国除了字面的意思外，还能在生活的其它方面引申出各种含义。而「球是圓的」這句也經常被香港體育主播伍晃榮引用。
“他们是十一个肯定是朋友。”这句话常被误认为是赫贝格尔所说，其实这句话源自早在1920年理查德·吉路拉迪斯(Richard Girulatis)所著的书籍《Theorie, Technik, Taktik》。而“如果想赢得胜利，十一个人必须团结。”这句话事实上也早在1903年就刻在当时德国联赛的冠军奖杯维多利亚杯的底部，作者或许是奖杯的制造者。

## 荣誉
- 魏恩海姆荣誉市民(1954)
- 德国足协金质勋章(1957)

德国邮政发行的纪念赫贝格尔诞辰100周年邮票

- 联邦十字勋章中的一级大十字勋章(1962)
- 联邦十字勋章中的大十字勋章(1967)
- 德国邮政发行赫贝格尔纪念邮戳(1977)
- 德国足协成立塞普-赫贝格尔基金会(1977)
- 德国铁路的一列ICE列车在魏恩海姆火车站被命名为“赫贝格尔号”(1997)
- 德国邮政发行面值100芬尼的带有赫贝格尔肖像的纪念邮票(1997)
- 入选德国体育名人堂(2008)
- 包括曼海姆-瓦尔德霍夫地区的塞普-赫贝格尔体育设施，魏恩海姆的体育场和中小学等不少地方建筑都以塞普·赫贝格尔命名

## 其他
赫贝格尔曾加入奥格斯堡的慈善足球队“达希伯格踢球者队”(Datschiburger Kickers)，为慈善筹款作宣传。
赫贝格尔在他的生活中不仅是一名著名的足球教练，他同时还是一名热衷于邮票研究的收藏家。